# Policía judía supernumeraria

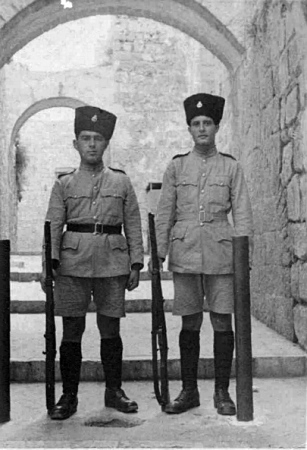
Miembros de la Policía Judía Supernumeraria, 1937.

La Policía Judía Supernumeraria, en hebreo Shotrim Musafim, era una rama de los Notrim, guardias, una fuerza policial judía de policías judíos establecida por los británicos en 1936 tras la Gran Revuelta Árabe en el Mandato británico de Palestina.
Casi 22 000 hombres fueron armados y entrenados por los británicos con la principal tarea de proteger las colonias judías. La Policía Supernumeraria Judía, que creció gradualmente de 6000 a 14 000 hombres, era una fuerza fija, mientras que su contraparte, la Policía de asentamientos judíos, tenía una vocación más móvil. Ambos formaban el núcleo de la Haganá o «Defensa», la fuerza paramilitar judía.